# Андре Гундер Франк
Андре Гундер Франк (нім. Andre Gunder Frank; 24 лютого 1929, Берлін — 23 квітня 2005, Люксембург) — німецький економіст, соціолог і політолог, один із основоположників світ-системного аналізу і теорії залежного розвитку. Використовував окремі марксистські концепти в політичній економії, але відкидав Марксові суспільно-економічні формації та економічну історію загалом.

## Біографія
Син берлінського літературного публіциста Леонгарда Франка, Андре Франк народився у Німеччині, і покинув її разом з сім'єю, після приходу до влади нацистів у 1933 році. Початкову освіту отримав у Швейцарії, де поселилася його сім'я, перед остаточною еміграцією до Сполучених Штатів у 1941 році.
Вивчав економіку в Суортмор-коледжі у Філадельфії. Захистив докторську дисертацію з економіки на тему «Зростання і продуктивність у сільському господарстві України з 1928 по 1955 рр.» в Чиказькому університеті у 1957 році, під керівництвом Мілтона Фрідмана, якого згодом буде гостро критикувати.
В кінці 50-х займався викладанням у кількох американських університетах. Поїздка в Київ у 1960 році ледь не обернулася великими неприємностями, як іноземному фахівцеві, що насмілився критикувати і доводити неефективність колгоспів в СРСР.
У 1962 році переїхав до Латинської Америки, працював професором соціології та економіки в Університеті Чилі, потім став економічним радником Сальвадора Альєнде, покинувши країну після військового перевороту в 1973 році. Як один із «чиказьких хлопчиків», написав «Відкритий лист Арнольду Харбергеру і Мілтону Фрідману», де в гострих емоційних тонах критикував «шокову терапію» доктрини вільного ринку.
Викладав у багатьох провідних університетах світу на факультетах антропології, економіки, історії, політології та соціології. Неодноразовий володар премій за свої праці, в 1989 році нагороджений Асоціацією Міжнародних Досліджень як видатний вчений у галузі глобальної політичної економії.
У 1994 році пішов у відставку як почесний професор Амстердамського університету.

## Ідеї
Андре Гундер Франк порушував широке коло питань, зокрема аналіз економічних процесів в сучасному світі, роль суспільних рухів, світову історію і політику.
Незважаючи на те, що дослідження, які розробляють проблематику залежності з'явилися ще в 1950-х роках, концептуалізація моделі центр-периферія вважається основною заслугою Франка, крім цього, він також один із перших, хто ввів у науковий обіг поняття Третього світу.
У своєму аналізі нерозвиненості Франк виступив із загальною критикою теорії модернізації, класичного марксизму і ліберальних напрямків економічної думки, що спираються, з його точки зору, на нерепрезентативний за масштабом історичний досвід. У розробленому ним, на матеріалі Латинської Америці, варіанті теорії залежності, відсталість і нерозвиненість не є природними етапами в історичній еволюції, притаманними всім державам. З точки зору Франка, стале економічне зростання розвинених держав обумовлене процесом нееквівалентного обміну зі слаборозвиненими країнами, коли протягом тривалого часу ресурси і капітал держав-периферії присвоюються більш розвиненою метрополією. У довгостроковій перспективі це веде до розвитку економічної відсталості традиційних суспільств і повторення подібних відносин на внутрішньому рівні, коли встановлюється відчуження ресурсів на користь мегаполісів, часто утворених як центри колоніальної експлуатації, і залежна відсталість сільських районів. Франк вважав, що прийнятні умови для розвитку периферії можливі за відстороненості від світової торгівлі й орієнтованого на задоволення національних потреб економічного прогресу.
Досліджуючи світові економічні кризи початку 1970-х рр., включаючи нафтову кризу 1973-1975 рр., він передбачав відмову від кейнсіанства в користь монетаризму, насильницьке насадження економічної лібералізації в країнах Третього світу і сплеск кризових явищ у Другому. Всі ці процеси, на думку Франка, обумовлені динамікою глибокого спаду в рамках світової економіки, яка будучи глобальною включає у свою орбіту і «соціалістичний» табір. У своїх останніх есе, він попереджав про насування економічної кризі, а також розглядав військове вторгнення в Ірак і Афганістан, як «Третю світову війну проти Третього Світу», стверджуючи, що могутність США спирається на монопольну емісію долара як світової валюти, неперевершену військову міць і масштабну ідеологічну медіа-індустрію.

### Світ-системний підхід
В рамках розроблюваної ним версії світ-системного аналізу, Франк вважав ідеологічними та ненауковими такі визначення, як «капіталізм, феодалізм і соціалізм», вважаючи, що форми «капіталістичного» накопичення можуть бути знайдені набагато раніше «довгого шістнадцятого століття». Він висував центр-периферійну структуру світ-системи, послідовно змінну гегемонію, а також накопичення і реінвестування капіталу як основні характеристики всього історичного процесу, незалежно від нескінченних суперечок про економічну «моделі» політичної «системи». В такому ключі часові періоди народження й розвитку сучасного капіталізму, на яких зупиняють свою увагу багато дослідників, включаючи Карла Маркса, Макса Вебера і Фернана Броделя, є, з точки зору Франка, не більше ніж фазами розширення, структурних змін та кульмінаційного зростання в рамках єдиної світ-системи.
Основна методологічна особливість його світ-системного підходу — наявність єдиної, взаємозалежною глобальної системи, яка виникла не менше 5000 років тому, а потім через численні цикли експансії і консолідації охопила собою весь світ. Франк вважав, що центр економічного домінування, виникнувши в Азії, потім зміщувався на захід — у Середземномор'я, Західну Європу, Північну Америку — тепер знову повертаючись назад, особливо в Китай та в країни т.зв. «азійських тигрів». Воліючи говорити про одну «Світ-Систему» з великої літери, він звертав увагу на те, що констатація можливості паралельного існування в світі десятків і сотень різних систем — позбавлена сенсу, оскільки стає абсолютно незрозуміло, яким чином позначати кожну з них як «світ-систему».

## Відгуки
Відомий економіст і соціолог Джованні Аррігі писав про нього: «Він бив в одну точку, трощачи все підряд, як північний варвар. Однак, треба визнати, Гундер все-таки пару разів знаходив правильну точку — з ідеєю структурної залежності периферії або з винятковою історичною важливістю Китаю і взагалі Азії. Тому, як не важко, але з Гундером треба було працювати всерйоз».

## Твори
Автор понад 880 статей та багатьох книг (перекладених на 27 мов), у тому числі:
- «Капіталізм і відсталість у Латинській Америці» (Capitalism and Underdevelopment in Latin America, 1967)
- «Латинська Америка: відсталість чи революція» (Latin America: Underdevelopment or revolution, 1969)
- «Капіталістична відсталість» (On Capitalist Underdevelopment, 1975)
- «Світове накопичення. 1492-1789» (World Accumulation, 1492—1789; 1978)
- «Криза у світовій економіці» (Crisis in the World Economy, 1980).
- «Криза у Третьому світі» (Crisis in the Third World, 1981)
- «Динаміка світової кризи» (Dynamics of Global Crisis, 1982 г.; у співавторстві з С. Аміном, І. Валлерстайном і Дж. Аррігі)
- «Європейський виклик» (The European Challenge: front Atlantic alliance to Pan-European entente for peace and jobs, 1983)
- «Критика і антикритика» (Critique and Anti-Critique, 1984).
- «Світова система: п'ять сотень років чи п'ять тисяч?» (The World System: Five Hundred Years or Five Thousand? 1993).
- «Новий Схід. Глобальна економіка в епоху Азії» (ReOrient: Global Economy in the Asian Age, 1998)

### Перекладені українською
- Кляса, політика та Дебре (разом із Саїдом А. Шахом, 1968) [Архівовано 27 січня 2021 у Wayback Machine.]
- Що пішло не так на «соціялістичному» Сході? (1998) [Архівовано 25 липня 2019 у Wayback Machine.]
- Людський капітал, це — багато? Як переконатись, що це саме так? (2005) [Архівовано 29 травня 2019 у Wayback Machine.]